# Juan Antonio Menéndez Fernández
Juan Antonio Menéndez Fernández (Villamarín, 6 gennaio 1957 – Astorga, 15 maggio 2019) è stato un vescovo cattolico spagnolo.

## Biografia
Juan Antonio Menéndez Fernández nacque a Villamarín il 6 gennaio 1957.

### Formazione e ministero sacerdotale
Compì gli studi ecclesiastici nei seminari minore e maggiore di Oviedo. Nel 1980 conseguì il baccalaureato in teologia presso la Pontificia Università di Salamanca e nel 2005 la licenza in diritto canonico presso lo stesso ateneo.
Il 10 maggio 1981 fu ordinato presbitero per l'arcidiocesi di Oviedo nella chiesa parrocchiale del Sacro Cuore a Villamarín. In seguito fu vicario coadiutore della parrocchia di Santa Maria Maddalena a Cangas del Narcea dal 1981 al 1986; vice-arciprete dal 1985 al 1986; parroco di Teverga e di alcune altre piccole parrocchie dal 1986 al 1991; membro del consiglio pastorale diocesano dal 1989 al 2013; vicario episcopale della vicaria orientale dal 1991 al 2001; membro del consiglio presbiterale dal 1991 al 2013; vicario generale dal 2001 al 2011; canonico del capitolo della cattedrale di Astorga dal 2001 al 2013; presidente del consiglio di amministrazione di Popolare TV-Asturias dal 2004 al 2011; parroco della parrocchia di Sant'Antonio di Padova a Oviedo dal 2010 al 2011; vicario episcopale per gli affari giuridici dal 2011 al 2013 e parroco della parrocchia di San Nicola di Bari ad Avilés dal 2011 al 2013.

### Ministero episcopale
Il 26 aprile 2013 papa Francesco lo nominò vescovo ausiliare di Oviedo e titolare di Nasai. Ricevette l'ordinazione episcopale l'8 giugno successivo nella cattedrale del Santo Salvatore a Oviedo dall'arcivescovo metropolita di Oviedo Jesús Sanz Montes, co-consacranti l'arcivescovo Renzo Fratini, nunzio apostolico in Spagna e Andorra, e l'arcivescovo emerito di Oviedo Gabino Díaz Merchán.
Nel marzo del 2014 compì la visita ad limina.
Il 18 novembre 2015 lo stesso papa Francesco lo nominò vescovo di Astorga. Prese possesso della diocesi il 19 dicembre successivo.
In seno alla Conferenza episcopale spagnola fu membro della commissione per i migranti dal 13 marzo 2014 al marzo del 2017, presidente della stessa dal marzo del 2017 alla morte e responsabile di una commissione di lavoro istituita per preparare e attivare protocolli d'azione contro i crimini di abuso sessuale.
Morì nel suo ufficio nel vescovado di Astorga intorno alle 17 del 15 maggio 2019 all'età di 62 anni per un infarto. Le esequie si tennero il 17 maggio alle ore 18 nella cattedrale di Santa Maria ad Astorga e furono presiedute da monsignor Jesús Sanz Montes, arcivescovo metropolita di Oviedo. Al termine del rito fu sepolto nella cappella di San Geronimo dello stesso edificio.

## Genealogia episcopale
La genealogia episcopale è:
- Cardinale Scipione Rebiba
- Cardinale Giulio Antonio Santori
- Cardinale Girolamo Bernerio, O.P.
- Arcivescovo Galeazzo Sanvitale
- Cardinale Ludovico Ludovisi
- Cardinale Luigi Caetani
- Cardinale Ulderico Carpegna
- Cardinale Paluzzo Paluzzi Altieri degli Albertoni
- Papa Benedetto XIII
- Papa Benedetto XIV
- Papa Clemente XIII
- Cardinale Marcantonio Colonna
- Cardinale Giacinto Sigismondo Gerdil, B.
- Cardinale Giulio Maria della Somaglia
- Cardinale Carlo Odescalchi, S.I.
- Cardinale Costantino Patrizi Naro
- Cardinale Serafino Vannutelli
- Cardinale Domenico Serafini, Cong. Subl. O.S.B.
- Cardinale Pietro Fumasoni Biondi
- Cardinale Antonio Riberi
- Cardinale Ángel Suquía Goicoechea
- Cardinale Antonio María Rouco Varela
- Arcivescovo Jesús Sanz Montes, O.F.M.
- Vescovo Juan Antonio Menéndez Fernández

## Araldica
| Stemma | Blasonatura | Descrizione |
| ------ | --- | --- |
|        | Partito semitroncato: al 1º d'azzurro alla Croce della Vittoria d'oro; al 2º d'azzurro all'ostensorio d'oro di sedici raggi ondeggianti, contenente l'Ostia d'argento addestrato in basso da una stella (10) dello stesso; al 3º di porpora al pastorale d'oro. Ornamenti esterni da vescovo. Motto: "Sanctificetur nomen tuum" (Matteo 6,9, Padre Nostro). | Lo stemma è diviso tre campi: uno nella metà di sinistra e due nella metà di destra. Il campo di sinistra contiene una croce della vittoria d'oro su sfondo azzurro. Essa rappresenta la terra asturiana di cui era originario il vescovo. Il campo in alto a destra contiene un ostensorio al naturale con sotto una stella a otto punte d'argento su sfondo azzurro. L'ostensorio rappresenta il Santissimo Sacramento, Nostro Signore Gesù Cristo nell'Eucaristia. La stella si riferisce a Maria. Il colore azzurro rappresenta i cieli. Il campo in basso a destra contiene un pastorale d'oro su sfondo viola. Il pastorale esprime la missione del vescovo di pastore e il colore viola allude alle virtù cardinali della temperanza e della prudenza. Come motto ha scelto l'espressione "Sanctificetur nomen tuum". Esso è tratto dal Vangelo secondo Matteo (6,9) ed esprime la seconda richiesta della preghiera del Padre Nostro. Lo stemma è completato con gli ornamenti esterni che sono una croce processionale episcopale d'oro, posta dietro allo scudo e che si estende sopra e sotto lo stesso e un cappello ecclesiastico chiamato galero, con sei nappe in tre file su entrambi i lati dello scudo. Queste sono le insegne araldiche di un prelato del grado di vescovo come da disposizione della Santa Sede del 31 marzo 1969. |